# Philadelphia Eagles 2015
La stagione 2015 dei Philadelphia Eagles è stata la 83ª della franchigia nella National Football League, la terza con Chip Kelly come capo-allenatore. Prima dell'inizio delle gare ufficiali, la squadra scambiò il proprio quarterback Nick Foles con i St. Louis Rams per il pari ruolo Sam Bradford, ex prima scelta assoluta del Draft NFL 2010, che veniva da una stagione di inattività a causa di un infortunio.
Malgrado un record di 6-8 a due gare dal termine in una debole NFC East, la squadra aveva ancora la possibilità di vincere la propria division. Fu però sconfitta nella settimana 16 in casa dai Redskins, mancando così l'accesso ai playoff per il secondo anno consecutivo. Tre giorni dopo, Chip Kelly fu licenziato dagli Eagles e sostituito ad interim dal coordinatore offensivo Pat Shurmur.

## Scelte nel Draft 2015
| Scelte dei Philadelphia Eagles nel draft 2015 |        |                  |       |                |
| Giro                                          | Scelta | Giocatore        | Ruolo | College        |
| 1                                             | 20     | Nelson Agholor   | WR    | USC            |
| 2                                             | 47     | Eric Rowe        | CB    | Utah           |
| 3                                             | 84     | Jordan Hicks     | ILB   | Texas          |
| 6                                             | 191    | JaCorey Shepherd | CB    | Kansas         |
| 6                                             | 196    | Randall Evans    | CB    | Kansas St      |
| 7                                             | 237    | Brian Mihalik    | DE    | Boston College |

## Staff
| Staff dei Philadelphia Eagles |
| --- |
| Organi dirigenziali - Chairman/Capo Esecutivo: Jeffrey Lurie - Presidente: Don Smolenski Capo allenatore - Chip Kelly (sett. 1-16) / Pat Shurmur (sett. 17) Altri allenatori - Sviluppo della forza e della condizione: Josh Hingst - Assistente sviluppo della forza e della condizione: Keith Gray - Coordinatore Sports Science: Shaun Huls Allenatori dell'attacco - Coordinatore dell'attacco: Pat Shurmur - Quarterback: Bill Musgrave - Running back: Duce Staley - Wide Receiver: Bob Bicknell - Tight End: Ted Williams - Assistente Tight End: Justin Peelle - Offensive Line: Jeff Stoutland - Assistente Offensive Line: Greg Austin - Qualità e controllo dell'attacco: Press Taylor Allenatori della difesa - Coordinatore della difesa: Bill Davis - Defensive Line/Assistente capo allenatore: Jerry Azzinaro - Assistente Defensive Line: Mike Dawson - Outside Linebacker: Bill McGovern - Inside Linebacker: Rick Minter - Defensice Back: John Lovett - Assistente Defensive Back: Todd Lyght - Qualità e controllo della difesa: Michael Clay Allenatori dello special team - Coordinatore dello Special Team: Dave Fipp - Assistente dello Special Team: Mattew Harper |

## Roster
| Roster dei Philadelphia Eagles nel 2015 |
| --- |
| Quarterback - 7 Sam Bradford - 9 Thaddeus Lewis - 3 Mark Sanchez Running Back - 34 Kenjon Barner - 24 Ryan Mathews - 29 DeMarco Murray - 43 Darren Sproles Wide Receiver - 17 Nelson Agholor - 16 Seyi Ajirotutu - 19 Miles Austin - 14 Riley Cooper - 13 Josh Huff - 81 Jordan Matthews Tight End - 47 Trey Burton - 87 Brent Celek - 86 Zach Ertz Offensive Linemen - 76 Allen Barbre G - 66 Andrew Gardner G - 65 Lane Johnson T - 62 Jason Kelce C - 67 Dennis Kelly T - 71 Jason Peters T - 64 Matt Tobin T Defensive Linemen - 94 Beau Allen NT - 93 Brandon Bair DE - 91 Fletcher Cox DE - 75 Vinny Curry DE - 97 Taylor Hart DE - 96 Bennie Logan NT - 72 Cedric Thornton DE Linebacker - 50 Kiko Alonso ILB - 98 Connor Barwin OLB - 56 Bryan Braman OLB - 53 Najee Goode ILB - 55 Brandon Graham OLB - 58 Jordan Hicks ILB - 52 Brad Jones ILB - 95 Mychal Kendricks ILB - 59 DeMeco Ryans ILB - 90 Marcus Smith II OLB Defensive Back - 38 E.J. Biggers CB - 23 Nolan Carroll CB - 21 Jerome Couplin SS - 27 Malcolm Jenkins FS - 42 Chris Maragos FS - 31 Byron Maxwell CB - 35 Denzel Rice CB - 32 Eric Rowe CB - 26 Walter Thurmond SS Special Team - 46 Jon Dorenbos LS - 8 Donnie Jones P - 1 Cody Parkey K Lista delle riserve - 57 Travis Long OLB (IR) - 63 David Molk C (IR) - 36 JaCorey Shepherd CB (IR) Squadra di allenamento - 69 Brett Boyko OG - 74 Malcolm Bunche OG - 41 Randall Evans CB - -- Jonathan Krause WR - 80 Freddie Martino WR - 4 Stephen Morris QB - -- Chris Pantale TE - 78 Travis Raciti DE - 30 Ed Reynolds S - 54 Deontae Skinner OLB 53 attivi, 3 inattivi, 10 nella squadra di allenamento |
| Legenda - I rookie sono in corsivo. - Il primo ruolo è il principale mentre gli eventuali successivi indicano i ruoli secondari. - (IR) sta per Injured Reserve ed indica la lista ristretta per un solo giocatore infortunato che può tornare ad allenarsi dopo la settimana 6 e a rientrare in prima squadra dopo che questa ha giocato 8 partite. - (NF-Inj.) / (NF-Ill.) stanno rispettivamente per Non-Football Injured e Non-Football Illness ed indicano le liste dove viene inserito un giocatore che ha un infortunio o una malattia non dipendente dal football americano. - (PUP) sta per Physically Unable to Perform ed indica la lista dove viene inserito un giocatore mentre è in attesa di recuperare la condizione fisica. Nella stagione regolare dopo la sesta partita giocata dalla propria squadra, il giocatore ha tempo tre settimane per riprendere ad allenarsi, più tre settimane aggiuntive dal suo rientro agli allenamenti per rientrare in prima squadra. |

## Calendario
Il calendario della stagione è stato annunciato ad aprile 2015.
| Turno | Data               | Avversario             | Risultato          | Record             | Stadio                  | NFL.com recap |
| ----- | ------------------ | ---------------------- | ------------------ | ------------------ | ----------------------- | ------------- |
| 1     | 14/9               | at Atlanta Falcons     | S 24–26            | 0–1                | Georgia Dome            | Recap         |
| 2     | 20/9               | Dallas Cowboys         | S 10–20            | 0–2                | Lincoln Financial Field | Recap         |
| 3     | 27/9               | at New York Jets       | V 24–17            | 1–2                | MetLife Stadium         | Recap         |
| 4     | 4/10               | at Washington Redskins | S 20–23            | 1–3                | FedEx Field             | Recap         |
| 5     | 11/10              | New Orleans Saints     | V 39–17            | 2–3                | Lincoln Financial Field | Recap         |
| 6     | 19/10              | New York Giants        | V 27–7             | 3–3                | Lincoln Financial Field | Recap         |
| 7     | 25/10              | at Carolina Panthers   | S 16–27            | 3–4                | Bank of America Stadium | Recap         |
| 8     | Settimana di pausa | Settimana di pausa     | Settimana di pausa | Settimana di pausa | Settimana di pausa      |               |
| 9     | 8/11               | at Dallas Cowboys      | V 33–27 (DTS)      | 4–4                | AT&T Stadium            | Recap         |
| 10    | 15/11              | Miami Dolphins         | S 19–20            | 4–5                | Lincoln Financial Field | Recap         |
| 11    | 22/11              | Tampa Bay Buccaneers   | S 17–45            | 4–6                | Lincoln Financial Field | Recap         |
| 12    | 26/11              | at Detroit Lions       | S 14–45            | 4–7                | Ford Field              | Recap         |
| 14    | 13/12              | Buffalo Bills          | V 23–20            | 6–7                | Lincoln Financial Field | Recap         |
| 15    | 20/12              | Arizona Cardinals      | S 17–40            | 6–8                | Lincoln Financial Field | Recap         |
| 16    | 26/12              | Washington Redskins    | S 24–38            | 6–9                | Lincoln Financial Field | Recap         |
| 17    | 3/1                | at New York Giants     | V 35–30            | 7–9                | MetLife Stadium         | Recap         |

Notes

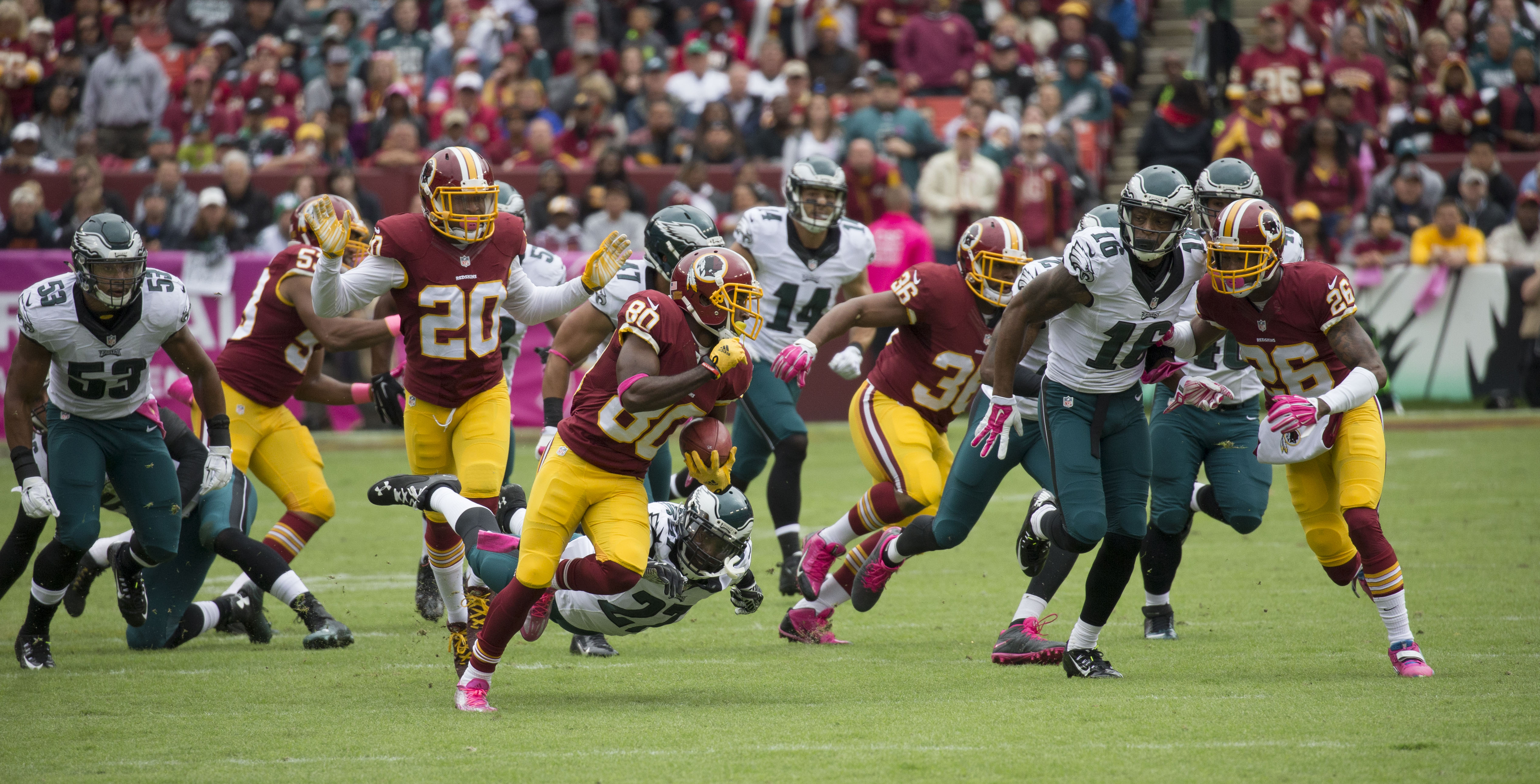
La gara della settimana 4 contro i Redskins

- Gli avversari della propria division sono in grassetto.

## Classifiche

### Division
| NFC East                | NFC East | NFC East | NFC East | NFC East | NFC East | NFC East | NFC East | NFC East | NFC East |
|                         | V        | S        | P        | %        | DIV      | CONF     | PF       | PS       | Str.     |
| ----------------------- | -------- | -------- | -------- | -------- | -------- | -------- | -------- | -------- | -------- |
| (4) Washington Redskins | 9        | 7        | 0        | .563     | 4–2      | 8–4      | 388      | 379      | V4       |
| Philadelphia Eagles     | 7        | 9        | 0        | .438     | 3–3      | 4–8      | 377      | 430      | V1       |
| New York Giants         | 6        | 10       | 0        | .375     | 2–4      | 4–8      | 420      | 442      | S3       |
| Dallas Cowboys          | 4        | 12       | 0        | .250     | 3–3      | 3–9      | 275      | 374      | S4       |